# Loprazolam
Loprazolam ist ein Benzodiazepin von mittellanger Wirkdauer. Verwendet wird sein Monomesilat. Die Indikationen, Kontraindikationen sowie Wechselwirkungen entsprechen denen aller Benzodiazepine. Es kann schon nach kurzer Anwendung zu einer psychischen und körperlichen Abhängigkeit kommen. Monopräparate sind unter anderem Dormonoct, Havlane, Sonin, Somnovit (In verschiedenen Formen bis zu 2 mg). Loprazolam wird hauptsächlich als Hypnotikum jedoch auch als Sedativum verwendet. In Deutschland wurde das letzte Präparat mit Loprazolam (Sonin) im Januar 2006 vom Markt genommen.

## Dosis
Die Dosis von Loprazolam bei Schlaflosigkeit liegt für gewöhnlich bei 1 mg, kann jedoch auch auf 2 mg erhöht werden, wenn nötig.

## Nebenwirkungen
Die Nebenwirkungen entsprechen grundsätzlich denen von anderen Benzodiazepinen. Bei Loprazolam treten die folgenden am Häufigsten auf:
- Somnolenz
- Paradoxerweise erhöhte Aggression
- Schwindel
- Verwirrtheit
- Muskelschwäche
- Ataxie (besonders bei älteren Patienten)
- Amnesie
- Kopfschmerzen
- Hypotonie
- Sehstörungen
- Dysarthrie
- Tremor
- veränderte Libido
- Gelbsucht
- Hautausschlag
- Abhängigkeit

## Rechtsstatus
Loprazolam wurde in der Bundesrepublik Deutschland aufgrund seiner Aufführung in die Anlage III des Betäubungsmittelgesetzes (BtMG) (verkehrsfähige und verschreibungsfähige Betäubungsmittel) aufgenommen. Ausgenommen sind Zubereitungen, die ohne einen weiteren Stoff der Anlagen I–III je abgeteilte Form bis zu 2,5 mg Loprazolam enthalten. Weitere Informationen sind im Hauptartikel Betäubungsmittelrecht in Deutschland zu finden.